# Sainte-Cécile (Manche)
Sainte-Cécile ist eine französische Gemeinde mit 785 Einwohnern (Stand: 1. Januar 2022) im Département Manche in der Region Normandie. Sie gehört zum Arrondissement Saint-Lô und zum Kanton Villedieu-les-Poêles-Rouffigny.
Sie grenzt im Nordwesten an La Colombe, im Nordosten an Beslon, im Osten an Saint-Aubin-des-Bois, im Südosten an Saint-Maur-des-Bois, im Süden an La Chapelle-Cécelin, im Südwesten an Chérencé-le-Héron und im Westen an Villedieu-les-Poêles-Rouffigny.

## Bevölkerungsentwicklung
| Jahr      | 1962 | 1968 | 1975 | 1982 | 1990 | 1999 | 2008 | 2018 |
| --------- | ---- | ---- | ---- | ---- | ---- | ---- | ---- | ---- |
| Einwohner | 564  | 554  | 504  | 664  | 679  | 748  | 788  | 800  |

## Sehenswürdigkeiten
- Chapelle de l’Acherie, ehemalige Kapelle
- Kirche Sainte-Cécile

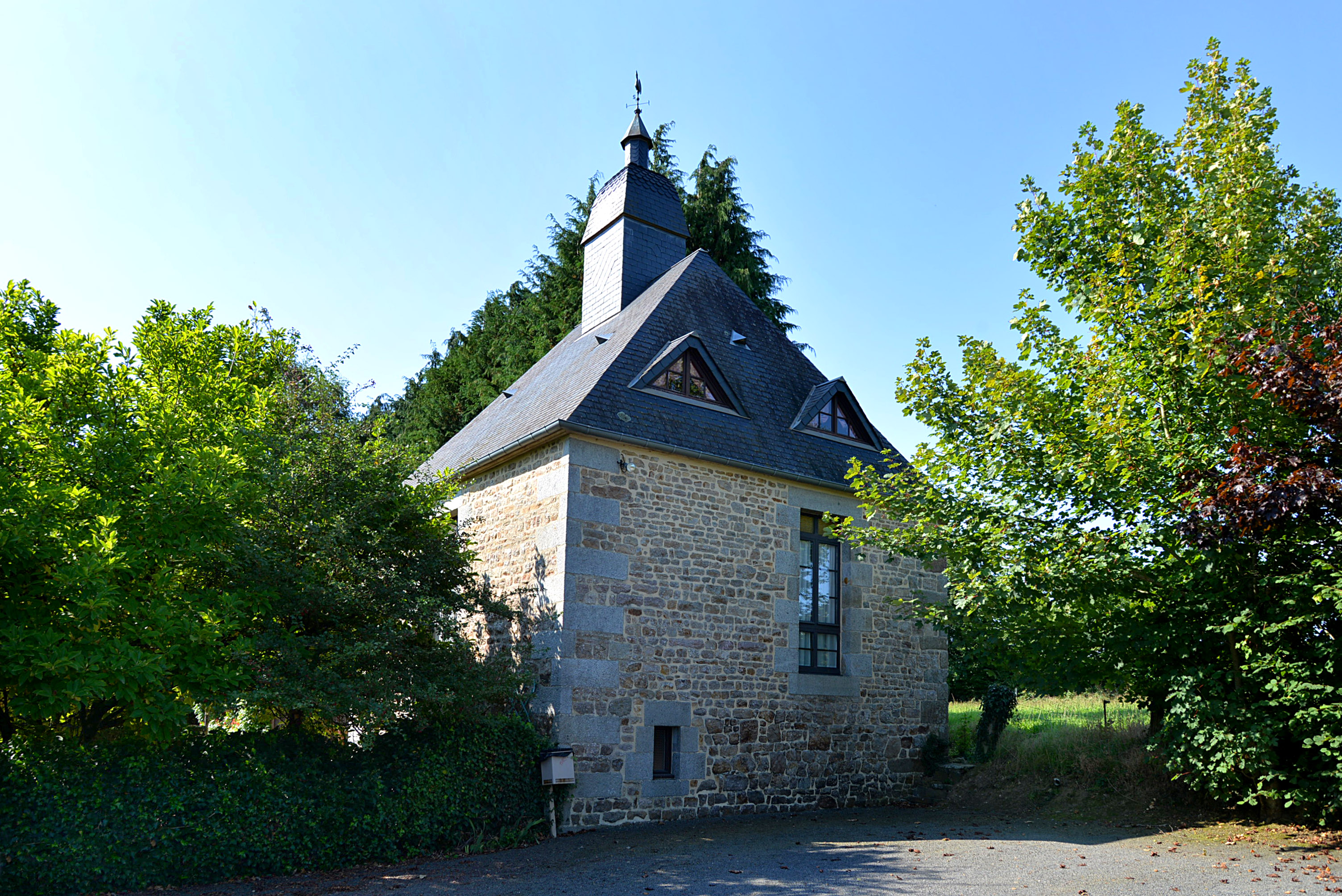
Ehemalige Kapelle
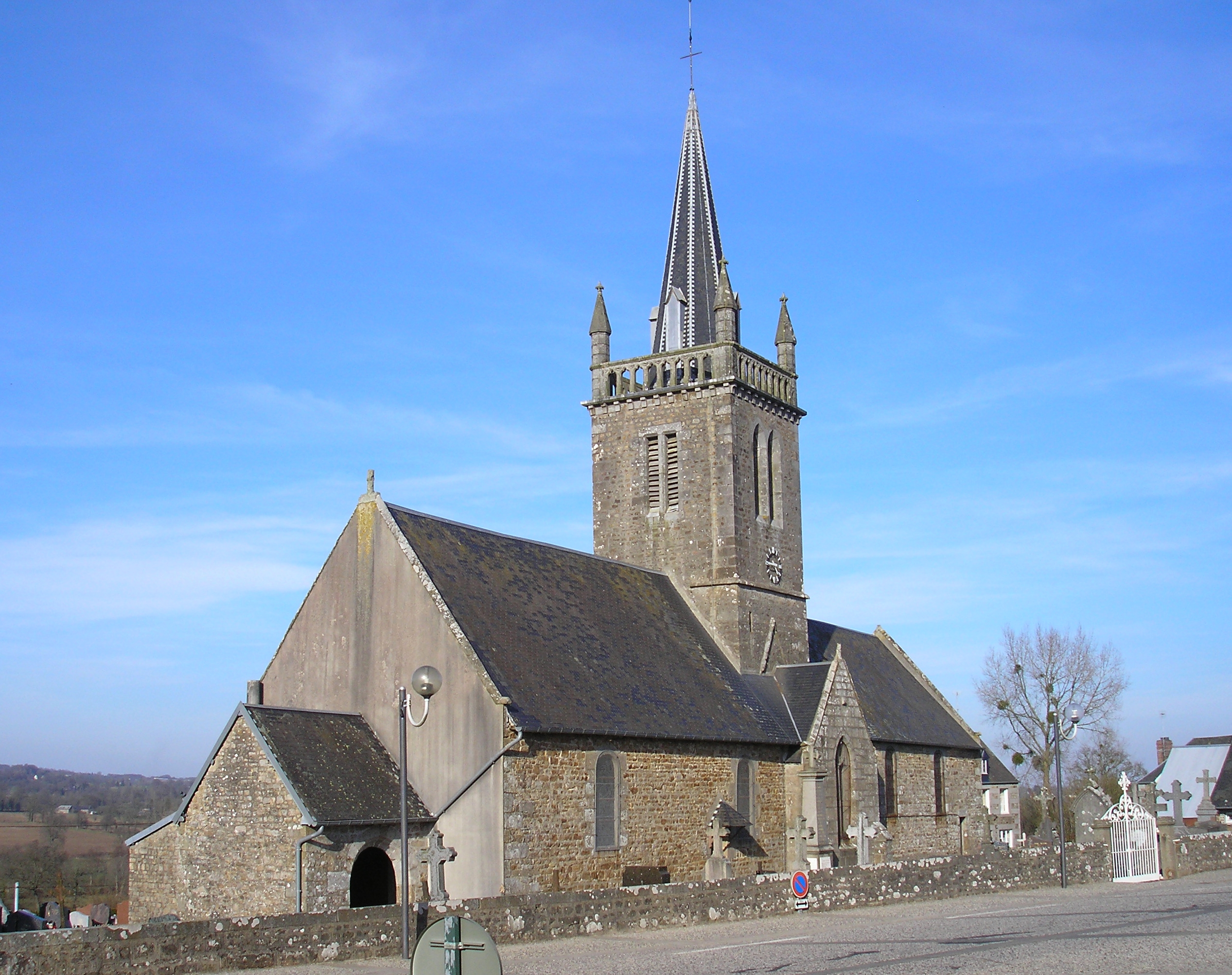
Kirche Sainte-Cécile